# Hermann Trophy
Hermann Trophy er en årlig udgivet pris af Missouri Athletic Club til USA's bedste mandlige og kvindelige collegefodboldspillere.

## Vindere (Mænd)
| År   | Vinder             |
| ---- | ------------------ |
| 2017 | Jon Bakero         |
| 2016 | Ian Harkes         |
| 2015 | Jordan Morris      |
| 2014 | Leo Stolz          |
| 2013 | Patrick Mullins    |
| 2012 | Patrick Mullins    |
| 2011 | Andrew Wenger      |
| 2010 | Darlington Nagbe   |
| 2009 | Teal Bunbury       |
| 2008 | Marcus Tracy       |
| 2007 | O'Brian White      |
| 2006 | Joseph Lapira      |
| 2005 | Jason Garey        |
| 2004 | Danny O'Rourke     |
| 2003 | Chris Wingert      |
| 2002 | Alecko Eskandarian |
| 2001 | Luchi Gonzalez     |
| 2000 | Chris Gbandi       |
| 1999 | Ali Curtis         |
| 1998 | Wojtek Krakowiak   |
| 1997 | Johnny Torres      |
| 1996 | Mike Fisher        |
| 1995 | Mike Fisher        |
| 1994 | Brian Maisonneuve  |
| 1993 | Claudio Reyna      |
| 1992 | Brad Friedel       |
| 1991 | Alexi Lalas        |
| 1990 | Ken Snow           |
| 1989 | Tony Meola         |
| 1988 | Ken Snow           |
| 1987 | Bruce Murray       |
| 1986 | John Kerr          |
| 1985 | Tom Kain           |
| 1984 | Amr Aly            |
| 1983 | Mike Jeffries      |
| 1982 | Joe Ulrich         |
| 1981 | Armando Betancourt |
| 1980 | Joe Morrone        |
| 1979 | Jim Stamatis       |
| 1978 | Angelo DiBernardo  |
| 1977 | Billy Gazonas      |
| 1976 | Glenn Myernick     |
| 1975 | Steve Ralbovsky    |
| 1974 | Farrukh Quarishi   |
| 1973 | Dan Counce         |
| 1972 | Mike Seerey        |
| 1971 | Mike Seerey        |
| 1970 | Al Trost           |
| 1969 | Al Trost           |
| 1968 | Manuel Hernandez   |
| 1967 | Dov Markus         |

## Vindere (kvinder)
| År   | Hermann Trophy                   | MAC Player of the Year          | NSCAA Player of the Year     |
| ---- | -------------------------------- | ------------------------------- | ---------------------------- |
| 2017 | Andi Sullivan, Stanford          |                                 |                              |
| 2016 | Kadeisha Buchanan, West Virginia |                                 |                              |
| 2015 | Raquel Rodríguez, Penn State     |                                 |                              |
| 2014 | Morgan Brian, Virginia           |                                 |                              |
| 2013 | Morgan Brian, Virginia           |                                 |                              |
| 2012 | Crystal Dunn, North Carolina     |                                 |                              |
| 2011 | Teresa Noyola, Stanford          |                                 |                              |
| 2010 | Christen Press, Stanford         |                                 |                              |
| 2009 | Kelley O'Hara, Stanford          |                                 |                              |
| 2008 | Kerri Hanks, Notre Dame          |                                 |                              |
| 2007 | Mami Yamaguchi, Florida State    |                                 |                              |
| 2006 | Kerri Hanks, Notre Dame          |                                 |                              |
| 2005 | Christine Sinclair, Portland     |                                 |                              |
| 2004 | Christine Sinclair, Portland     |                                 |                              |
| 2003 | Cat Reddick, North Carolina      |                                 |                              |
| 2002 | Aly Wagner, Santa Clara          |                                 |                              |
| 2001 | Christie Welsh, Penn State       | Christie Welsh, Penn State      |                              |
| 2000 | Anne Mäkinen, Notre Dame         | Anne Mäkinen, Notre Dame        |                              |
| 1999 | Mandy Clemens, Santa Clara       | Mandy Clemens, Santa Clara      |                              |
| 1998 | Cindy Parlow, North Carolina     | Cindy Parlow, North Carolina    | Danielle Fotopoulos, Florida |
| 1997 | Cindy Parlow, North Carolina     | Cindy Parlow, North Carolina    | Sara Whalen, UConn           |
| 1996 | Cindy Daws, Notre Dame           | Cindy Daws, Notre Dame          | Jennifer Renola, Notre Dame  |
| 1995 | Shannon MacMillan, Portland      | Shannon MacMillan, Portland     |                              |
| 1994 | Tisha Venturini, North Carolina  | Tisha Venturini, North Carolina |                              |
| 1993 | Mia Hamm, North Carolina         | Mia Hamm, North Carolina        |                              |
| 1992 | Mia Hamm, North Carolina         | Mia Hamm, North Carolina        |                              |
| 1991 | Kristine Lilly, North Carolina   | Kristine Lilly, North Carolina  |                              |
| 1990 | April Kater, Massachusetts       | April Kater, Massachusetts      |                              |
| 1989 | Shannon Higgins, North Carolina  | Shannon Higgins, North Carolina |                              |
| 1988 | Michelle Akers, Central Florida  | Michelle Akers, Central Florida |                              |

     Lagt sammen med Hermann Trophy Award
     Lagt sammen med MAC Award
     Ingen pris uddelt